# Tegenaria ismaillensis
Tegenaria ismaillensis är en spindelart som beskrevs av Guseinov, Marusik och Koponen 2005. Tegenaria ismaillensis ingår i släktet husspindlar, och familjen trattspindlar.
Artens utbredningsområde är Azerbajdzjan. Inga underarter finns listade i Catalogue of Life.